# 라네르스
라네르스(덴마크어: Randers)는 덴마크 중부 윌란반도에 위치한 도시로, 인구는 61,121명(2012년 1월 1일 기준)이며 행정 구역상으로는 중앙윌란 지역 라네르스 시에 속한다. 덴마크에서 6번째로 큰 도시이다.